# Asbeek (Lanaken)
De Asbeek is een waterloop in Lanaken. De beek ontspringt aan kwelwater in het Asbroek, iets ten oosten van het Zutendaalse gehucht Bessemer op het Kempens Plateau. De Asbeek is aspectbepalend voor het Pietersembos in het Nationaal Park Hoge Kempen, daar de beek het bos over een afstand van zo'n 5500 meter bevloeit. Het brongebied bestaat uit een aantal bronnen, gesitueerd in een vochtig weidegebied op een hoogte van 70 tot 80 meter boven de zeespiegel.

## Loop van de beek
Vanaf het brongebied stroomt de beek in noordoostelijke richting naar een aantal vijvers. De bovenloop en enkele van de vijvers zijn middels een hek afgesloten voor publiek.
De Asbeek vervolgt in zuidoostelijke richting haar weg door het natuurgebied Pietersembos, om vervolgens een kunstmatige loop in zuidelijke richting te gaan volgen die (waarschijnlijk) in de zestiende eeuw werd uitgegraven, parallel aan de hoogtelijn van 65 meter. Op deze wijze kon een constante wateraanvoer worden verkregen voor de Heidemolen en, verder stroomafwaarts, naar de slotgracht van het kasteel van Pietersheim. Daartoe werd als buffer voor in de droge zomermaanden ook de 'Lepelvorm' uitgegraven. Na het in onbruik raken van de Heidemolen verlandde deze vijver echter.
Water van de vijvers in het Asbroek wordt afgevoerd via een naamloze waterloop. Deze stroomt langs de noordgrens van het bosdomein oostwaarts in de richting van de 'Droogmeervijver'. Daar vloeit ze samen met de Ziepbeek. Deze loop benadert waarschijnlijk de natuurlijke loop van de beek en vormt de verbinding met de Ziepbeek.
In de tweede helft van de twintigste eeuw volgden nog meer vergravingen, onder meer ten behoeve van de grindwinning. Uiteindelijk waren er vanaf de Heidemolen meerdere waterlopen. In 1977 werd een verdeelwerk aangelegd en sindsdien splitst de beek zich in twee takken op: De noordelijke tak, Molenbeek genoemd, stroomt door Zangersheide naar de Zonnevijver en de zuidelijke tak stroomt naar het domein Pietersheim, waar het de visvijvers en de slotgracht voedt. Uiteindelijk mondt deze tak uit in de Langkeukelbeek die bij Tournebride in het Kanaal Briegden-Neerharen uitmondt.

## Vissoorten
Tijdens een studie in 2009, uitgevoerd door LIKONA (Limburgse Koepel voor Natuurstudie), werden de volgende vissoorten aangetroffen:
- Beekprik
- Snoek
- Driedoornige stekelbaars
- Riviergrondel
- Rietvoorn
- Blankvoorn

De beekprik is een beschermde soort en het 'Natuurrichtplan voor de Hoge Kempen' van 12 november 2008 stelt dan ook een "bijzondere aandacht voor de beekprik die nog voorkomt op de Asbeek en Ziepbeek" ten doel.